# I due volti di gennaio
I due volti di gennaio (The Two Faces of January) è un film del 2014 scritto e diretto da Hossein Amini, all'esordio dietro la macchina da presa.
La pellicola, con protagonisti Kirsten Dunst, Oscar Isaac e Viggo Mortensen, è l'adattamento cinematografico dell'omonimo romanzo scritto da Patricia Highsmith nel 1964, già portato sul grande schermo col film tedesco Die zwei Gesichter des Januars del 1986, diretto da Wolfgang Storch e Gabriela Zerhau.

## Trama
Chester MacFarland e sua moglie Colette sono due americani in viaggio in Europa e in fuga dalla polizia che sta indagando sugli affari poco leciti dell'uomo. Una volta approdati ad Atene si affidano a Rydal, giovane di origini americane che si guadagna da vivere vendendosi come guida per i turisti. Ne nascerà un triangolo di passioni, fatto di fughe, doppi giochi ed amori celati.

## Produzione
Le riprese del film sono iniziate nell'ottobre del 2012 e si sono svolte in Grecia tra Atene e l'isola di Creta.

## Distribuzione
Il film è stato presentato al Festival internazionale del cinema di Berlino l'11 febbraio 2014 ed al San Francisco International Film Festival nell'aprile successivo.
La pellicola è stata distribuita nelle sale cinematografiche britanniche a partire dal 16 maggio 2014.

## Riconoscimenti
- 2015 - London Critics Circle Film Awards
  - Candidatura per il regista rivelazione dell'anno a Hossein Amini
- 2015 - Online Film & Television Association
  - Candidatura per il miglior debutto alla regia a Hossein Amini
- 2015 - Saturn Awards[6]
  - Candidatura per il miglior film indipendente